# Laure de Chabanais
Laure ou Lore Ire de Chabanais († 1316 ; elle a pu naître vers 1240/1245) est une comtesse de Bigorre de 1283 à 1292. Elle était fille de Jourdain Eschivat III (Jourdain VIII), seigneur (prince) de Chabanais et de Confolens, et d’Alix de Montfort (-l'Amaury) (vers 1220-1255), comtesse de Bigorre.

## Biographie
Son frère Eschivat IV meurt en 1283, lui laissant le comté de Bigorre, que Gaston VII de Béarn, veuf de sa tante Mathe lui conteste immédiatement. De plus, sa grand-mère la comtesse Pétronille — femme entre autres maris de Guy de Montfort, et mère d'Alix de Montfort — avait à la fin de sa vie confié le gouvernement du comté à son beau-frère Simon V de Montfort, comte de Leicester et gouverneur de la Gascogne. Cette démarche avait été interprétée par le bénéficiaire comme une donation, mais Alix de Montfort, puis Eschivat avaient réussi à mettre en échec ses prétentions. En 1265, Simon V de Montfort s’était révolté contre son beau-frère le roi Henri III d'Angleterre et avait été vaincu et tué à la Bataille d'Evesham (4 août 1265). Le roi d’Angleterre avait ensuite confisqué ses biens, et son fils Édouard Ier décide en 1283 de reprendre les prétentions de Simon de Montfort sur la Bigorre. Face à lui, Laure ne peut rien faire et voit son comté réunis aux domaines du roi d’Angleterre.
Laure intente alors un procès et demande l'aide de Philippe IV le Bel, roi de France, inquiet de cette annexion par son rival. Mais le roi de France invoque un acte d'un ancien comte de Bigorre, Bernard II, qui avait mis le comté en 1062 sous la protection de Notre-Dame du Velay (évêché du Puy). Interprétant cette protection comme une donation, et comme le Velay est rattaché à la Couronne, Philippe le Bel met la Bigorre sous séquestre en 1292 et en prend possession en 1302. C'est ensuite son fils Charles IV le Bel qui le réunit à la Couronne en 1322.
- Il ne faut pas confondre la comtesse Laure Ire de Chabanais avec sa petite-fille Laure II de Chabanais, femme du vicomte Simon de Rochechouart, † vers 1316/1318, (seigneur d’Availles ?), ni ce dernier avec un hypothétique Simon de Rochechouart d'Availles qui serait le premier époux de la comtesse Laure.

## Mariages et enfants
Elle épouse en premières noces un certain de La Roche († avant 1284 ; d'origine incertaine et fort discutée : le site MedLands fait le point des discussions et interprétations : 
- un Rochechouart semble peu plausible, mais certains l'acceptent et le nomment même Simon : cependant le seul Simon de Rochechouart, qui conviendrait chronologiquement, fils du vicomte Aimeri VII (et d'Alix de Mortemart) ou du vicomte Aimeri VIII (et de Marguerite de Limoges), est archevêque de Bordeaux !,
- sauf si  l'on admet qu'il a existé deux Simon de Rochechouart au XIIIe siècle, l'oncle et le neveu, sans qu'on sache bien lequel serait l'archevêque Simon, et lequel serait Simon d'Availles (fief venu d'Alix de Mortemart) ;
- un La Rochefoucauld serait davantage plausible, peut-être un fils ou un frère cadet de Guy VI de La Rochefoucauld — dont la femme Agnès de Rochechouart était la sœur ou la nièce de l'archevêque Simon, et dont la mère était Létice fille d'Hugues Ier de Parthenay : c'est la position du site Racines & Histoire[2],[3] ;
- ou encore le premier mari de Lore serait membre d'une autre famille dont le nom repose sur le toponyme très fréquent de la Roche...

Laure/Lore Ire de Chabanais donne naissance à :
- Aymeri (de La Roche : de Rochechouart (fils de Simon d'Availles ?), ou plutôt de La Rochefoucauld, ou encore un autre ?) († 1304), seigneur de Chabanais, époux d'Alix de Châteauneuf, d'où : - Laure II de Chabanais (x 1° Simon vicomte de Rochechouart : Postérité, et 2° Renaud vicomte de Bruniquel) ; - Foucaud de Chabanais ; et l'aîné - Eschivat de Chabanais (x 1° Marguerite d'Analhac et 2° Sibylle de Baussay/Beauçay ; sa fille Jeanne de Chabanais, issue du 2° lit, assure la suite des princes de Chabanais et Confolens par son deuxième mariage avec Milon/Miles de Thouars sire de Pouzauges et Tiffauges, fils cadet du vicomte Hugues II de Thouars, son premier mariage avec Guillaume IX Maingot de Surgères étant resté sans postérité) ;
- Adélaïs ?
- Jean ;
- Léticie (Létice, Laetitia), mariée en 1284 à Raymond VI († 1304), vicomte de Turenne : d'où Marguerite de Turenne, seconde épouse (1304) de Bernard VIII, Liste des comtes de Comminges.

Veuve, Laure se remarie avec Raymond V († 1284), vicomte de Turenne, mais n'a pas d'enfants. Elle marie sa fille Léticie avec le fils d'un premier mariage de son second mari.

### Webographie
- Foundation for Medieval Genealogy : Comtes de Bigorre